# Traitement de la vidéo

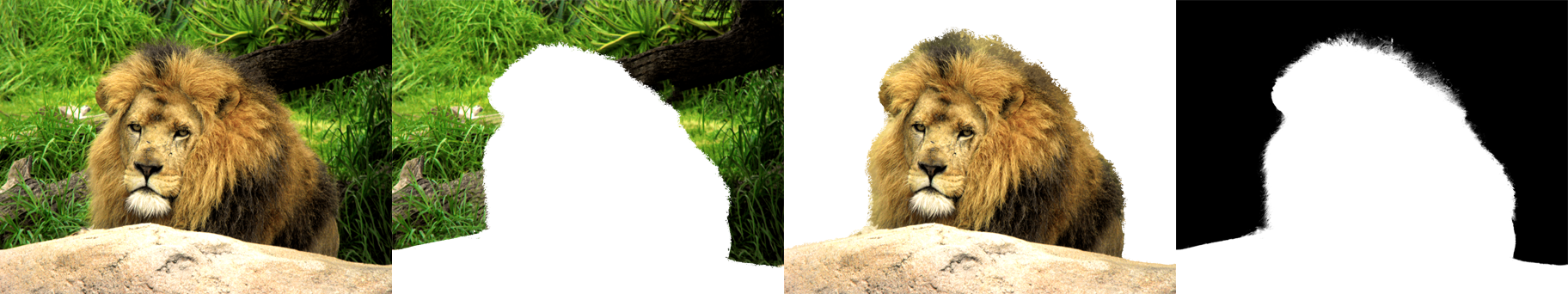
Exemple de décomposition d'une image en arrière-plan et en premier plan avec les matrices alpha correspondantes.

Le traitement de la vidéo est la branche du traitement du signal qui s'applique à un signal vidéo, dans le but notamment d'en améliorer la qualité, de le compresser, ou d'en extraire de l'information.

## Description
Bien qu'il soit courant de « traiter » une vidéo en traitant indépendamment chacune de ses images (ou frames) comme dans le cas des corrections de colorimétrie, ou certains effets spéciaux comme l'incrustation), la théorie du traitement vidéo consiste, a priori, à tirer également parti de la relation qui lie chacune des images à ses précédentes et ses suivantes, par évolution de mouvements ou autres modifications graduelles dans le temps.